# Huwajr as-Salib
Huwajr as-Salib (arab. حوير الصليب) – wieś w Syrii, w muhafazie Hama. W 2004 roku liczyła 970 mieszkańców.